# Haroekoe
Het kampement Haroekoe, ook wel bekend als Java III 3D Palao, was een militair kampement op het eiland Haruku. Dit kampement was tijdens de Japanse bezetting van Nederlands-Indië in de periode van 5 mei 1943 tot 1 augustus 1944 een krijgsgevangenenkamp. 
Haroekoe is het kleine eiland tegenover de zuidkust van Ceram. Hier werden in eerste instantie ruim 1.700 Britse en circa 345 Nederlandse krijgsgevangenen uit Soerabaja geïnterneerd. Zij werden aangevoerd met de boot Amagi Maru en de Matsukawa Maru en kwamen via het eiland Ambon naar Haroekoe. Het kamp bestond nog niet en zij werd daarom door de krijgsgevangenen zelf aangelegd. Het kamp was gelegen op het strand aan de noordkust en lag vlak bij de stad Palao. Er werd gebouwd met bamboe en atap. De omheining van het kamp was van prikkeldraad. 
De door de krijgsgevangenen te verrichten werkzaamheden bestonden uit het aanleggen van een vliegveld. In oktober 1943 kwamen er de Nederlandse krijgsgevangenen bij die bij Amahei ook al een vliegveld hadden aangelegd. Tussen november 1943 en juli 1944 werden de krijgsgevangenen groepsgewijs overgebracht naar de verschillende kampen op Ambon om vervolgens te worden ingescheept voor terugkeer naar de verschillende krijgsgevangenenkampen op Java.